# Marazoleja
Marazoleja is een gemeente in de Spaanse provincie Segovia in de regio Castilië en León met een oppervlakte van 26,36 km². Marazoleja telt 109 inwoners (1 januari 2016).

## Demografische ontwikkeling
Bron: INE, 1857-2011: volkstellingen
Opm.: Tussen 1970 en 1982 maakte Marazoleja deel uit van de gemeente Sangarcía